# Graduate Management Admission Test

GMAT

GMAT（ジーマット、Graduate Management Admission Test）は、大学院レベルにおいてビジネスを学ぶために必要な分析的思考力、言語能力、数学的能力を測るための試験である。非営利財団であるGraduate Management Admission Council（GMAC）によって提供されており、GMATは同財団の登録商標である。
ほとんどのビジネススクール（経営大学院）で入学者選抜のための指標として採用されており、世界中の約2000のビジネススクール、約5000のプログラムが出願に際してスコア提出を要求するなど、MBAプログラム選抜の事実上の共通試験となっている。
日本ではビジネススクールの入試以外にも、多くの大手企業が管理職登用の条件として一定水準以上のGMATスコアを要求するなど、学問以外の企業活動でも指標として採用されるケースがみられる。

## 試験
試験内容は大きく分けて、分析的論述（AWA, Analytical Writing Skill）、言語能力（Verbal Section）、数学的能力（Quantitative Section）から構成される。
試験は世界110ヶ国、約470の常設試験会場においてコンピュータを用いて行われ、実質の試験時間は約3.5時間である。年間5回まで受験でき、1回の受験料は世界共通で250米ドル（2009年末現在）となっている。

## スコア
800点満点であり、得られたスコアは受験後5年間有効である。受験者の平均点は530点前後だが、出願及び合格のために要するスコアはビジネススクールやプログラム、また他の選考基準との兼ね合いによって異なる。欧米の「トップスクール」と称されるビジネススクールでは例外なく600点台後半以上のスコアが求められる。

## その他
2008年7月23日、富士通製の「手のひら静脈認証装置(PalmSecure)」を備えて替え玉受験を防止することが発表された。同年8月にまずインドと韓国に導入され、秋までに米国、2009年5月までに107ヵ国における400以上の試験センターにおいて導入を終え、数百万人以上の受験者がこれによって本人認証されるようになった。